# It's in Our Hands
"It's in Our Hands" är en låt skriven och framförd av den isländska sångerskan Björk. Den utgavs som singel i samband med Björks Greatest Hits-album i november 2002. Låten hade dock framförts även före singelsläppet under Vespertine-turnén 2001. Låten är också producerad av Björk helt på egen hand och bygger på samplingar av To Rococo Rot-låten "Die Dinge Des Lebens". Låten nådde #37 på den brittiska singellistan.
Musikvideon till låten regisserades av den amerikanska regissören/producenten Spike Jonze och filmades med en mörkerseende-kamera.

## Låtlistor och format
CD 1 (One Little Indian; 366TP7CD1)
1. "It's in Our Hands" – 4:18
2. "Cocoon" (Nyversion av Ensemble) – 5:04
3. "All Is Full of Love" (Live in Brussels) – 3:52

CD 2 (One Little Indian; 366TP7CD2)
1. "It's in Our Hands" (Soft Pink Truth Mix) – 3:48
2. "It's in Our Hands" (Arcade Mix) – 3:46
3. "So Broken" (Live on Jools Holland) – 4:29

Vinyl (12") (One Little Indian; 366TP12)
1. "It's in Our Hands" (Soft Pink Truth Mix) – 3:48
2. "It's in Our Hands" (Arcade Mix) – 3:46

DVD
1. "It's in Our Hands" – 4:21
2. "Harm of Will" (Live) – 4:34
3. "Undo" (Live) – 5:50